# Calaphis arctica
Calaphis arctica är en insektsart som beskrevs av Hille Ris Lambers 1952. Calaphis arctica ingår i släktet Calaphis och familjen långrörsbladlöss. Inga underarter finns listade i Catalogue of Life.